# Maurice Gamelin

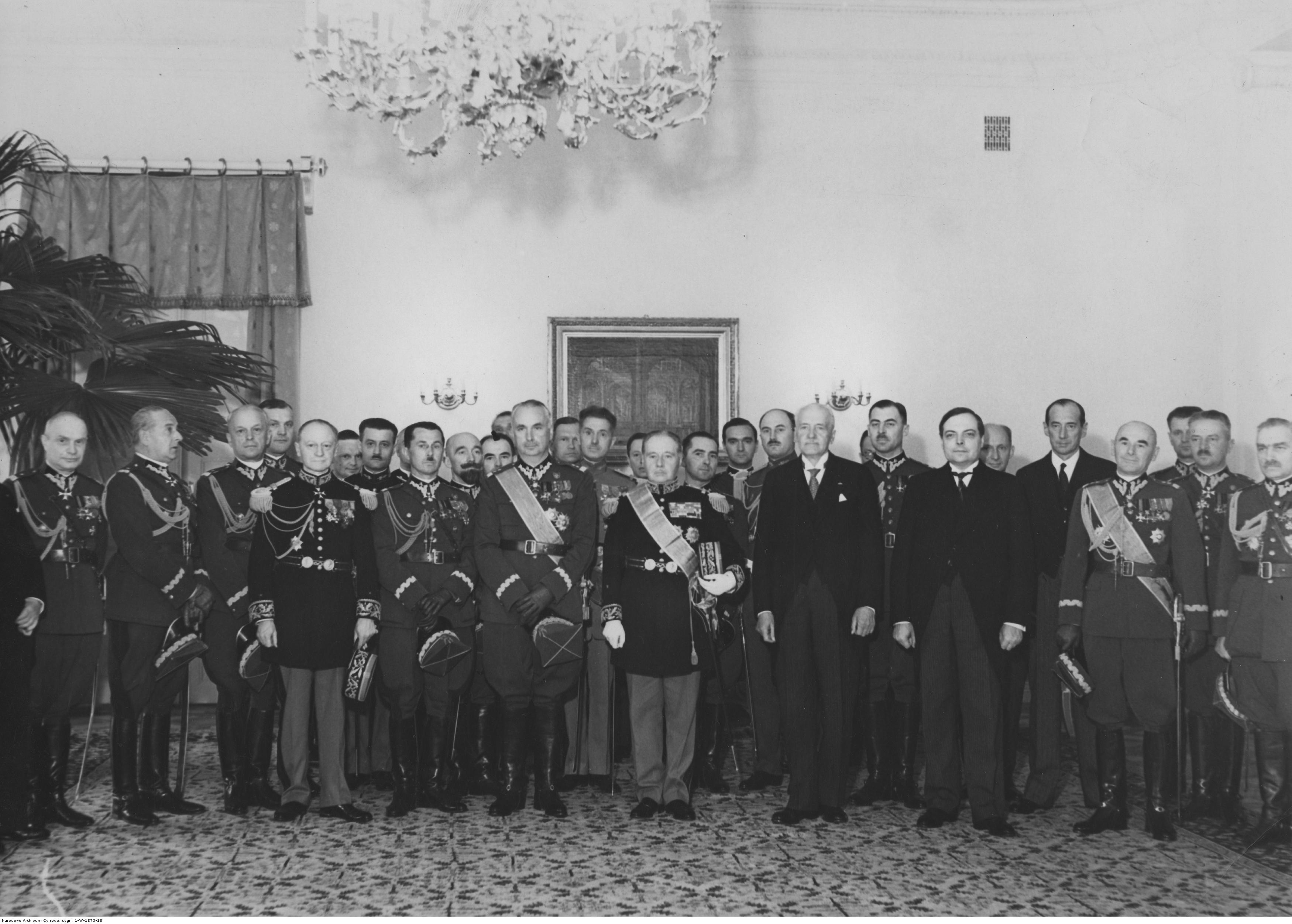
Wizyta gen. Maurice'a Gamelina w Warszawie – uczestnicy uroczystości wręczenia Wielkiej wstęgi Orderu Polonia Restituta, 16 sierpnia 1936

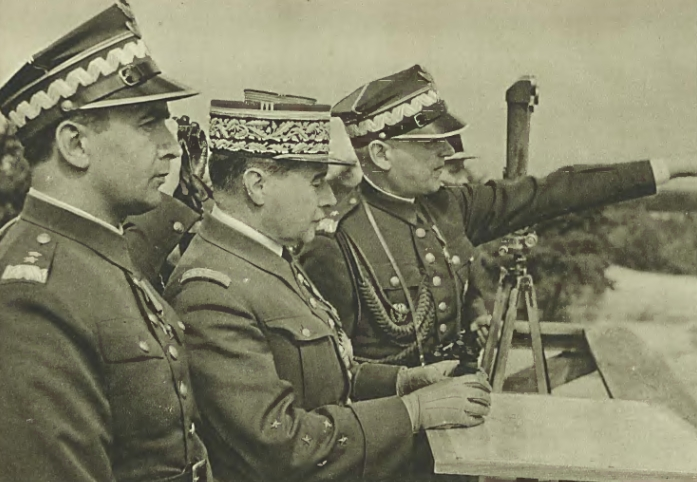
Sojusz polsko-francuski: gen. Tadeusz Kasprzycki i Maurice Gamelin (w kepi) podczas ćwiczeń na poligonie, druga połowa lat 30.

Maurice Gustave Gamelin (ur. 20 września 1872 w Paryżu, zm. 18 kwietnia 1958 tamże) – francuski wojskowy, generał armii Francuskich Sił Zbrojnych.

## Życiorys
Urodzony w stolicy Francji w 1872, pochodził z rodziny wojskowej. W 1893 ukończył studia w akademii wojskowej w Saint-Cyr, z najlepszym wynikiem w swoim roczniku. Służył jako oficer piechoty w Algierii Francuskiej. Od 1906 był oficerem sztabowym.

### I wojna światowa
Uczestnik I wojny światowej, walczył w I bitwie nad Marną we wrześniu 1914, w której przyczynił się do zwycięstwa wojsk Ententy. Wziął również udział w bardzo ciężkiej i krwawej bitwie nad Sommą w 1916. W latach 1914–1917 oficer sztabowy naczelnego dowódcy wojsk francuskich, marszałka Josepha Joffre'a. W 1916 został najmłodszym francuskim generałem brygady. Później dowodził jednostkami liniowymi. W czasie tej wojny był dowódcą kolejno: brygady, dywizji i korpusu.

### Dwudziestolecie międzywojenne
Po zakończeniu I wojny światowej doradca wojskowy w Polsce podczas wojny polsko-bolszewickiej. Był wysyłany z misjami specjalnymi poza Europę. W latach 1919–1924 dowódca francuskiej misji wojskowej w Brazylii. W latach 1925–1926 walczył z Druzami w Syrii (tłumił powstanie). Po powrocie do kraju zajmował wysokie i odpowiedzialne stanowiska. Od 1930 zastępca szefa sztabu generalnego armii, w latach 1931–1935 szef sztabu generalnego armii francuskiej, od 1935 inspektor generalny armii i przewodniczący Najwyższej Rady Wojennej. Miał znaczny wpływ na politykę zagraniczną Francji. Uważał, że niedostateczne przygotowanie armii francuskiej do wojny nie pozwala na prowadzenie zdecydowanej polityki wobec Niemiec.
W 1935 kanclerz Rzeszy Adolf Hitler odrzucił traktat wersalski (przywrócił pobór do wojska i publicznie ogłosił remilitaryzację Niemiec). Gdy w marcu 1936 Niemcy przeprowadzili remilitaryzację Nadrenii (przygranicznej strefy zdemilitaryzowanej), Gamelin bezskutecznie nalegał na francuski rząd, by pozwolił mu przeciwdziałać wkraczając do Nadrenii.
W niedzielę 16 sierpnia 1936 na Zamku Królewskim w Warszawie Prezydent RP Ignacy Mościcki odznaczył go Wielką Wstęgą Orderu Odrodzenia Polski. Po audiencji zwiedził Centrum Wyszkolenia Piechoty w Rembertowie, obserwował pokazowe ćwiczenia, a następnie uczestniczył w śniadaniu, wydanym w kasynie oficerskim przez ministra spraw wojskowych, generała dywizji Tadeusza Kasprzyckiego. Tego samego dnia o godz. 18:20 wyjechał do Krakowa w towarzystwie szefa Sztabu Głównego, generała brygady Wacława Stachiewicza, szefa Oddziału II Sztabu Głównego, pułkownika dyplomowanego Tadeusza Pełczyńskiego, attaché wojskowego w Paryżu, pułkownika dyplomowanego Wojciecha Fydy i francuskiego attaché wojskowego w Warszawie, generała dˈArbonneau.
Od stycznia 1938 szef sztabu generalnego obrony narodowej. Rzecznik strategii defensywnej Francji, wynikającej z istnienia ochronnej linii Maginota. Rozpoczął unowocześnianie i reorganizację armii francuskiej, na co rząd francuski wyasygnował 14 mld franków. W 1938 nalegał jeszcze na premiera Édouarda Daladiera, by pozwolił mu podjąć działania przeciwko Niemcom związane ze sprawą Niemców sudeckich w Czechosłowacji, zakończoną układem monachijskim (29-30 września 1938). Gamelin bardzo nisko oceniał siłę militarną faszystowskich Włoch, sojusznika Niemiec. W maju 1939 podpisał z polskim ministrem spraw wojskowych, generałem Tadeuszem Kasprzyckim tajny protokół, na mocy którego Francja zobowiązała się, że w razie agresji niemieckiej na Polskę ma przyjść jej z pomocą, tj. wspierać ją akcjami bojowymi lotnictwa francuskiego od pierwszego dnia wojny, ograniczonymi działaniami zaczepnymi od trzeciego dnia wojny, a piętnastego dnia od mobilizacji generalną ofensywą.

### Od II wojny światowej
Kwatera Gamelina mieściła się na terenie podparyskiego Zamku Vincennes. W czasie II wojny światowej (od września 1939) był głównodowodzącym wojsk francuskich i brytyjskich (sił sprzymierzonych na Zachodzie). Po ataku w 1939 Niemiec na Polskę (zob. kampania wrześniowa), po uzgodnieniach z Wielką Brytanią w Abbeville (zob. konferencja w Abbeville) współautor tzw. dziwnej wojny, która doprowadziła ostatecznie do wstrzymania jakichkolwiek akcji przeciwko Niemcom na Zachodzie. Jego strategia polegała na oczekiwaniu na atak Niemców, a następnie zniszczeniu ich. Był raczej już wojskowym biurokratą niż żołnierzem. W tej wojnie okazał się dowódcą nieudolnym, który nie potrafił dostatecznie szybko reagować na niebezpieczeństwo. Nie rozumiał nowoczesnej wojny.
Był współodpowiedzialny za klęskę Francji w 1940 (zob. kampania francuska 1940). Za porażkę z Niemcami i błędy w dowodzeniu odwołany 19 maja 1940 ze stanowiska naczelnego wodza, został zastąpiony przez starszego o pięć lat generała Maxime'a Weyganda. We wrześniu 1940, po upadku Francji aresztowany przez władze Vichy. W 1942 stanął przed sądem w Riom (zob. proces w Riom), oskarżony o dopuszczenie do klęski Francji w 1940, jednak nie został skazany. W 1943 deportowano go do Niemiec, gdzie do 1945 (niemal do zakończenia wojny w Europie) był więziony w obozie koncentracyjnym Buchenwald. Został uwolniony przez wojska amerykańskie. Swoje wspomnienia na temat wojny pozostawił w trzytomowych pamiętnikach Servir (1946–1947), tytuł polski: Służyć. Zmarł w 1958 i został pochowany na paryskim cmentarzu Passy.

## Odznaczenia
- Krzyż Wielki Legii Honorowej[18][19]
- Medal Wojskowy[19]
- Wielka Wstęga Orderu Odrodzenia Polski (1936)[10]
- Krzyż Wielki Orderu Łaźni (1939)[18]
- Krzyż Wielki Królewskiego Orderu Wiktoriańskiego (1938)[18]
- Kawaler Order św. Michała i św. Jerzego (1915)[18]
- Medal Sił Lądowych za Wybitną Służbę (1918)[20]